# باشگاه فوتبال چوکاریچکی
باشگاه فوتبال چوکاریچکی (انگلیسی: FK Čukarički) یک باشگاه فوتبال در شهر بلگراد، صربستان است. این باشگاه که در سال ۱۹۲۶ تأسیس شده سابقه یک قهرمانی در جام حذفی فوتبال صربستان را دارد.